# Leopold Querfeld
Leopold Querfeld (Wenen, 20 december 2003) is een Oostenrijks voetballer die doorgaans speelt als centrale verdediger. In juli 2024 verruilde hij Rapid Wien voor Union Berlin. Querfeld maakte in 2024 zijn debuut in het Oostenrijks voetbalelftal.

## Clubcarrière
Querfeld speelde in de jeugd van Union Mauer en werd in 2012 opgenomen in de opleiding van Rapid Wien. Deze doorliep hij en vanaf het seizoen 2020/21 maakte hij onderdeel uit van het belofteteam, uitkomend op het tweede niveau. Zijn debuut in het eerste elftal maakte Querfeld op 4 november 2021, toen in de UEFA Europa League gespeeld werd tegen Dinamo Zagreb. Christoph Knasmüller zette Rapid op voorsprong, maar door doelpunten van Bruno Petković, Komnen Andrić en Josip Šutalo ging de wedstrijd met 3–1 verloren. Querfeld moest van coach Dietmar Kühbauer na ruim twintig minuten invallen voor de geblesseerd geraakte Martin Moormann. Tijdens zijn eerste seizoen in het eerste elftal kwam hij tot zeven officiële optredens.
Vanaf het begin van de jaargang 2022/23 kreeg hij steeds vaker een basisplaats. Ook kwam de verdediger voor het eerst tot scoren, op 18 september 2022. Op die dag opende Benjamin Šeško de score nog namens Red Bull Salzburg, maar Querfeld besliste later rmet een doelpunt de eindstand op 1–1. Hij behield zijn basisplaats gedurende twee seizoenen, waarin Rapid twee keer de finale van de ÖFB-Cup haalde en beide keren verloor. In de zomer van 2024 maakte Querfeld voor een bedrag van circa drie miljoen euro de overstap naar Union Berlin.

## Clubstatistieken

### Beloften
| Seizoen | Club          | Competitie | Competitie | Competitie |
| Seizoen | Club          | Competitie | Wed.       | Dlp.       |
| ------- | ------------- | ---------- | ---------- | ---------- |
| 2022/23 | Rapid Wien II | 2. Liga    | 21         | 0          |
| 2023/24 | Rapid Wien II | 2. Liga    | 20         | 0          |
| 2024/25 | Rapid Wien II | 2. Liga    | 1          | 1          |
| Totaal  | Totaal        | Totaal     | 42         | 1          |

### Senioren
| Seizoen | Club         | Competitie | Competitie | Competitie | Beker | Beker | Internationaal | Internationaal | Nacompetitie | Nacompetitie | Totaal | Totaal |
| Seizoen | Club         | Competitie | Wed.       | Dlp.       | Wed.  | Dlp.  | Wed.           | Dlp.           | Wed.         | Dlp.         | Wed.   | Dlp.   |
| ------- | ------------ | ---------- | ---------- | ---------- | ----- | ----- | -------------- | -------------- | ------------ | ------------ | ------ | ------ |
| 2021/22 | Rapid Wien   | Bundesliga | 3          | 0          | 0     | 0     | 2              | 0              | 2            | 0            | 7      | 0      |
| 2022/23 | Rapid Wien   | Bundesliga | 23         | 1          | 2     | 0     | 1              | 0              | —            | —            | 26     | 1      |
| 2023/24 | Rapid Wien   | Bundesliga | 28         | 3          | 6     | 0     | 4              | 0              | —            | —            | 38     | 3      |
| 2024/25 | Union Berlin | Bundesliga | 25         | 2          | 1     | 0     | —              | —              | —            | —            | 26     | 2      |
| Totaal  | Totaal       | Totaal     | 79         | 6          | 9     | 0     | 7              | 0              | 2            | 0            | 97     | 6      |

Bijgewerkt op 8 mei 2025.

## Interlandcarrière
Querfeld maakte op 23 maart 2024 zijn debuut in het Oostenrijks voetbalelftal, toen met 0–2 werd gewonnen van Slowakije door doelpunten van Christoph Baumgartner en Andreas Weimann. Hij mocht van bondscoach Ralf Rangnick als basisspeler aan de wedstrijd beginnen en werd in de rust naar de kant gehaald ten faveure van Maximilian Wöber.
In mei 2024 werd Querfeld door bondscoach Rangnick opgenomen in de voorselectie van Oostenrijk voor het EK 2024 in Duitsland. Hij maakte later ook deel uit van de definitieve selectie. Op het toernooi overleefde Oostenrijk de groepsfase na een nederlaag tegen Frankrijk (0–1) en overwinningen op Polen (1–3) en Nederland (2–3). In de achtste finales was Turkije met 1–2 te sterk. Querfeld speelde alleen tegen Nederland mee. Zijn toenmalige clubgenoten Niklas Hedl, Matthias Seidl en Marco Grüll (allen eveneens Oostenrijk) waren ook actief op het toernooi.
| Interlands van Leopold Querfeld voor Oostenrijk | Interlands van Leopold Querfeld voor Oostenrijk | Interlands van Leopold Querfeld voor Oostenrijk | Interlands van Leopold Querfeld voor Oostenrijk | Interlands van Leopold Querfeld voor Oostenrijk | Interlands van Leopold Querfeld voor Oostenrijk | Interlands van Leopold Querfeld voor Oostenrijk |
| №                                               | Datum                                           | Wedstrijd                                       | Uitslag                                         | Competitie                                      | Goals                                           |                                                 |
| Als speler bij Rapid Wien                       | Als speler bij Rapid Wien                       | Als speler bij Rapid Wien                       | Als speler bij Rapid Wien                       | Als speler bij Rapid Wien                       | Als speler bij Rapid Wien                       | Als speler bij Rapid Wien                       |
| ----------------------------------------------- | ----------------------------------------------- | ----------------------------------------------- | ----------------------------------------------- | ----------------------------------------------- | ----------------------------------------------- | ----------------------------------------------- |
| 1                                               | 23 maart 2024                                   | Slowakije – Oostenrijk                          | 0 – 2                                           | Vriendschappelijk                               |                                                 |                                                 |
| 2                                               | 4 juni 2024                                     | Oostenrijk – Servië                             | 6 – 1                                           | Vriendschappelijk                               |                                                 |                                                 |
| 3                                               | 25 juni 2024                                    | Nederland – Oostenrijk                          | 2 – 3                                           | EK 2024                                         |                                                 |                                                 |
| Als speler bij Union Berlin                     |                                                 |                                                 |                                                 |                                                 |                                                 |                                                 |
| 4                                               | 9 september 2024                                | Noorwegen – Oostenrijk                          | 2 – 1                                           | Nations League 2024/25                          |                                                 |                                                 |

Bijgewerkt op 8 mei 2025.